# Gometz-le-Châtel
Gometz-le-Châtel é uma comuna francesa na região administrativa da Ilha de França, no departamento de Essonne. Estende-se por uma área de 5.06 km². Em 2010 a comuna tinha 2 762 habitantes (densidade: 545,8 hab./km²).